# Mielőtt elfelejtem…
 Michael Robison rendezte. 2006. augusztus 1-jén mutatták be az amerikai Sci-Fi Channelen.

## Történet
|  | Alább a cselekmény részletei következnek! |

Mikor Jason Anderson, a világhírű tudós visszatér feleségével, Kimmel Eurekába, hogy segítsen egy katonai páncélzat kifejlesztésében, Jackkel különös dolgok történnek és nem emlékszik rájuk. Beleértve, mikor az úton állva egy bírságcédulát tartott a kezében, majd később, mikor meglőtte Henryt a Diem kávézóban. Miután rálőtt Henryre, (nem szándékosan) felfüggesztették. Később, mikor Henryt ellátják a kórházban, Jackkel rájönnek, hogy mi történt Jackkel: Jasonnek van egy eszköze, (amit Henry fejlesztett ki), ami törli a rövid távú memóriát. Allison Blake-kel együttműködve rájönnek, hogy Jason számos más tudóson is használta az eszközt, köztük feleségén, Kimen is. Mikor Kim szembesül a ténnyel kitörli mindhármuk memóriáját. Jo, egy korábban Jack mellkasára erősített kamera segítségével az egészet látta. A helyszínre sietett, ahol felvilágosította a többieket a történtekről. Jack leállíttatta a Jason által irányított kísérletet, majd elmondta mindenkinek az igazat. Ennek hatására kirúgták Jasont. Ezalatt Zoe belépett egy színtársulathoz, ahol a Szentivánéji álom modern feldolgozásában játszott.

## Hasonlóságok
- A szerkezet, amit Jason Anderson használ nagyon hasonlít a Men in Black – Sötét zsaruk című filmben látottakhoz.